# Philibert Gruber von Zurglburg
Philibert Gruber von Zurglburg (auch Philibert (von) Gruber; * 8. März 1761 in Lana, Südtirol; † 11. August 1799 in Bozen) war ein Tiroler Franziskaner und Philosoph.

## Leben
Philibert Gruber von und zu Zurglburg wurde 1761 auf dem seiner Familie gehörenden Ansitz Zurglburg in der heutigen Marktgemeinde Lana in Südtirol geboren. Er absolvierte das Gymnasium in Meran und schrieb sich 1777 an der Universität Innsbruck ein. 1779 trat er unter dem Einfluss seines Lehrers Herkulan Oberrauch in das Franziskanerkloster Schwaz ein. Nach dem Noviziat wurde er in das Franziskanerkloster Innsbruck versetzt und studierte dort Philosophie und Theologie. 1785 in Venedig zum Priester geweiht, feierte er in Bozen seine Primiz. Er war Katechet an der deutschen Schule in Innichen und wurde noch im selben Jahr, 1785, als Professor für Rhetorik am Franziskanergymnasium Bozen angestellt. 1796 musste er wegen Krankheit die Lehrtätigkeit und auch seine schriftstellerische Tätigkeit aufgeben. Er starb am 11. August 1799 in Bozen, 38 Jahre alt.
Neben mehreren Andachtschriften verfasste Gruber zwei größere philosophische Werke: Philosophie der ältesten für denkende Philosophen der neuesten Zeit in acht Bänden und Der göttliche Friede in drei Bänden. Der Philosophie- und Kirchenhistoriker Karl Werner nennt ihn in seiner Geschichte der katholischen Theologie (München 1866, S. 334) gemeinsam mit seinem Mitbruder Oberrauch als Urheber der christlich-theologischen Metaphysik der Tiroler Schule, zu deren Vertretern auch der Stamser Zisterzienser Johann Baptist Lechleitner zählt.

## Werke
- Philosophie der Ältesten für Philosophen der neuesten Zeiten. Nürnberg: Schmidische Schriften, (I. Theil) 1782, II. Theil 1792, III. Theil 1793, IV. Theil 1794, V. Theil 1795, VI. Theil 1796, VII. Theil 1798, VIII. Theil 1798.
- Das göttliche Opfer des Gottmenschen Jesus Christus. I. Theil 1792, II. Theil.
- Anbetung Gottes im Geiste und in der Wahrheit, ein katholisches Gebetbuch von einem Priester. Augsburg: Veith, 1795 (weitere Auflagen, z. B. Füssen: Winterhalter, 1831).
- Der göttliche Friede zwischen der Theologie und Philosophie der ersten sechs Jahrhunderte des Christentums. I.–III. Theil 1800.
- Priestergebethe vor und nach dem göttlichen Meßopfer. Augsburg: Veith & Rieger, 1800 (Augsburg: Vanoni, 1836 2. Aufl.).
- Philiberts Philosophie der Aeltesten für denkende Philosophen der neuesten Zeit, kompendiert und umgearbeitet von Aloys Adalbert Waibel. Augsburg: Bolling, 1820.